# Sant Esteve de Castellar del Vallès
Sant Esteve de Castellar del Vallès és l'església parroquial de la vila de Castellar del Vallès, del terme municipal del mateix nom, de la comarca del Vallès Occidental.
Va ser aixecada entre els anys 1885 i 1892 gràcies al mecenatge d'Emília Carles Tolrà, propietària de l'empresa tèxtil Tolrà. Él projecte és obra de l'arquitecte Joan Martorell i Montells i la direcció d'obra correspon a Emili Sala i Cortés, tot i que, de la façana i el timpà es va encarregar l'escultor Rossend Nobas. A la cripta del temple es va emplaçar el panteó de la família Tolrà i finalment va ser consagrat el 25 de juny de 1892. Constitueix un exemple molt destacat d'art neogòtic a Catalunya.
Per les seves grans dimensions i la seva bellesa se la coneix com "la Catedral del Vallès"
Arran de la persecució religiosa promoguda des dels anys 30 per la Segona República Espanyola, i durant a la Guerra Civil Espanyola, va ser feta malbé i despullada de les seves obres d'art, secularitzada i convertida en mercat. Es va tornar a consagrar l'any 1952. Ha estat restaurada entre 1984 i 1993.